# باشگاه فوتبال کویه
باشگاه فوتبال کویه (انگلیسی: HB Køge) یک باشگاه فوتبال حرفه‌ای دانمارکی است که عمدتاً در شهر هرفولگه و در مرحله دوم در شهر کویه، دانمارک، هر دو در شهرداری کویه، بخشی از «منطقه زیلند»، در بخش شرقی زیلند، در جنوب کپنهاگ مستقر است.